# Imad Rondić
Imad Rondić (Sarajevo, 16 februari 1999) is een voetballer met de Bosnische nationaliteit die doorgaans als centrumspits speelt. In 2016 maakte hij als A-junior bij Mladost in de Bosnische voetbalbeker zijn debuut in het betaalde voetbal. Sinds januari staat hij onder contract van de Duitse club 1. FC Köln.

## Clubloopbaan

### Jeugd
Rondić begon zijn jeugdopleiding bij FK Željezničar Sarajevo en vervolgde deze van 2014 tot 2016 bij FK Olimpik Sarajevo. In 2016 maakte hij de overstap naar Mladost, waar hij werd opgenomen in de selectie van de onder-19. Op 30 september 2016 maakte hij zijn debuut in die leeftijdscategorie in een thuiswedstrijd tegen NK Vitez -19. Na één seizoen bij Mladost maakte Rondić de overstap naar de jeugdopleiding van FK Sarajevo. In de eerste seizoenshelft van 2017/18 kwam hij daar tot 16 doelpunten en 7 assists in 12 wedstrijden. Zijn prestaties trokken de aandacht van het Tsjechische Slavia Praag, dat hem in januari 2018 contracteerde. Zijn laatste wedstrijd als junior speelde hij op 4 december 2017.

### Mladost
Op 21 september 2016 maakte Rondić als A-junior zijn officiële debuut in het betaald voetbal tijdens de eerste ronde van de Bosnische voetbalbeker. In de met 1–0 gewonnen thuiswedstrijd tegen FK Rudar Prijedor werd hij in de 67e minuut ingebracht door trainer Ibro Rahimić. Een maand later, op 26 november, volgde zijn competitiedebuut in de Premijer Liga, de hoogste afdeling van Bosnië en Herzegovina. In de thuiswedstrijd tegen FK Olimpik Sarajevo kwam hij in de 81e minuut als invaller binnen de lijnen. In de rest van het seizoen 2016/17 speelde hij nog twee wedstrijden voor het eerste elftal. Bij een totaal van drie optredens zou het blijven voor de club uit Doboj.

### Slavia Praag B
In januari 2018 tekende Rondić een contract bij Slavia Praag dat liep tot medio 2021, waarna hij werd opgenomen in het tweede elftal. Op 19 februari 2018 maakte hij zijn basisdebuut in de thuiswedstrijd tegen Dukla Praag B. Twee maanden later, op 9 april, scoorde hij zijn eerste doelpunt voor het tweede elftal tijdens een met 5–2 gewonnen uitwedstrijd tegen Bohemians Praag B; in de zesde minuut bracht hij zijn ploeg op een 0-1 voorsprong. In de tweede seizoenshelft kwam hij in twaalf wedstrijden tot vier doelpunten. Om meer ervaring op te doen, werd hij in de eerste helft van het seizoen 2018/19 verhuurd aan Viktoria Žižkov destijds actief in de FNL, de op één na hoogste voetbalcompetitie in Tsjechië. Na zijn terugkeer bij Slavia slaagde hij er in de tweede helft van het seizoen bij het tweede elftal niet in een vaste basisplaats te veroveren, maar speelde hij wel vier wedstrijden waarin hij drie keer scoorde. In het seizoen 2019/20 wist hij zich wel in de basis bij het tweede te spelen; tot de winterstop maakte hij in veertien wedstrijden acht doelpunten. Dit leidde in januari 2020 tot een transfer naar Slovan Liberec.

#### Verhuur aan FK Viktoria Žižkov
In augustus 2018 werd Rondić voor zes maanden verhuurd aan Viktoria Žižkov. Tijdens de voorbereiding op het seizoen 2018/19 maakte hij indruk met drie doelpunten. Op 22 juli 2018 scoorde hij bij zijn basisdebuut voor de club uit Žižkov direct zijn eerste officiële treffer, in de met 1–1 gelijkgespeelde thuiswedstrijd tegen MFK Chrudim.  Een maand later, op 22 augustus, maakte hij zijn eerste hattrick in het betaald voetbal. In de eerste ronde van de Tsjechische voetbalbeker scoorde hij driemaal in de met 1–4 gewonnen uitwedstrijd tegen Brandýs nad Labem. Na 15 officiële wedstrijden en vijf doelpunten keerde hij terug naar Slavia Praag.

### Slovan Liberec
In januari 2020 tekende Rondić een meerjarig contract bij Slovan Liberec, uitkomend in de Tsjechische Fortuna Liga. Op 15 februari maakte hij zijn debuut op het hoogste niveau tijdens een met 0–2 gewonnen uitwedstrijd tegen Sparta Praag. In de 64e minuut werd hij als invaller ingebracht door trainer  Pavel Hoftych. Een vaste basisplaats wist hij in zijn eerste seizoenshelft niet af te dwingen; hij startte slechts driemaal in de basis in de tweede helft van het seizoen 2019/20. In het seizoen 2020/21 kreeg hij weliswaar meer speelminuten, maar bleef een vaste plek in de basiself uit. Wel maakte hij zijn Europese debuut: na op de bank te hebben gezeten tijdens de kwalificatierondes van de Europa League, stond hij in de groepsfase in de basis bij de met 5–0 verloren uitwedstrijd tegen TSG 1899 Hoffenheim. Op 19 december 2020 scoorde Rondić zijn eerste doelpunt voor Slovan Liberec, in een met 3–0 gewonnen thuiswedstrijd tegen FK Mladá Boleslav. In blessuretijd benutte hij een strafschop en bepaalde daarmee de eindstand. In zijn derde seizoen (2022/23) groeide Rondić uit tot een vaste waarde in het elftal van Slovan Liberec. In april bereikte hij de mijlpaal van zijn 100e officiële optreden voor de club. Aan het einde van het seizoen maakte hij de overstap naar het Poolse Widzew Łódź.

### Widzew Łódź
In de zomer van 2023 tekende Rondić een tweejarig contract bij Widzew Łódź, met een optie voor een extra seizoen. Hij debuteerde op 23 juli 2023 in de Ekstraklasa, als invaller in de 89e minuut van de met 3–2 gewonnen thuiswedstrijd tegen Puszcza Niepołomice. Zijn eerste doelpunt voor de Poolse club volgde op 26 september in de Poolse voetbalbeker: in de eerste ronde scoorde hij het tweede doelpunt tijdens een 0–4 zege op Concordia Elblag. Aan het begin van het seizoen 2023/24 wist Rondić geen vaste basisplaats af te dwingen. Na zijn eerste competitietreffer op 8 oktober 2023, in de met 3–2 verloren uitwedstrijd tegen Piast Gliwice, stond hij een week later voor het eerst in de basis tegen Stal Mielec. Dat bleek van korte duur: hij verdween al snel weer naar de bank. Uiteindelijk begon hij in tien competitieduels in de basis. In het seizoen 2024/25 groeide zijn rol onder trainer Daniel Myśliwiec, die zijn spelsysteem aanpaste aan de kwaliteiten van Rondić. Hij werd basisspeler en beloonde het vertrouwen met negen doelpunten vóór de winterstop. Zijn sterke vorm trok de aandacht van 1. FC Köln, op dat moment uitkomend in de 2. Bundesliga. In februari 2025 maakte hij de overstap naar de Duitse club.

### 1. FC Köln
In de winter van 2025 tekende Rondić vlak voor het sluiten van de transferperiode een vierjarig contract bij 1. FC Köln. Trainer Gerhard Struber haalde hem om meer opties in de aanval te creëren. Rondić maakte zijn debuut op 5 februari in de kwartfinale van de DFB-Pokal tegen Bayer Leverkusen, waarin hij in de 80e minuut Linton Maina verving. Vier dagen later volgde zijn competitiedebuut in de thuiswedstrijd tegen Schalke 04. Hij veroverde al snel een basisplaats en op 29 maart 2025 maakte hij zijn eerste doelpunt voor 1. FC Köln door in de 42e minuut de gelijkmaker te scoren in de met 1–2 gewonnen uitwedstrijd tegen SC Paderborn 07. Tegen het einde van het seizoen verloor hij zijn plek in de basis aan Tim Lemperle en Damion Downs. Rondić speelde daardoor slechts een bescheiden rol in het kampioenschap van 1. FC Köln, waarmee de club na één seizoen terugkeerde naar de Bundesliga.

## Clubstatistieken
| Seizoen                        | Club              | Competitie      | Competitie | Competitie | Beker | Beker | Internationaal | Internationaal | Overig | Overig | Totaal | Totaal |
| Seizoen                        | Club              | Competitie      | Wed.       | Dlp.       | Wed.  | Dlp.  | Wed.           | Dlp.           | Wed.   | Dlp.   | Wed.   | Dlp.   |
| ------------------------------ | ----------------- | --------------- | ---------- | ---------- | ----- | ----- | -------------- | -------------- | ------ | ------ | ------ | ------ |
| 2016/17                        | Mladost           | Premijer Liga   | 3*         | 0          | 4     | 0     | –              | –              | –      | –      | 7      | 0      |
| 2018/19                        | → Viktoria Žižkov | FNL             | 12         | 2          | 3     | 3     | –              | –              | –      | –      | 15     | 5      |
| 2018/19                        | Slavia Praag B    | Juniorska liga  | 4          | 3          | –     | –     | –              | –              | –      | –      | 4      | 3      |
| 2019/20                        | Slavia Praag B    | Juniorska liga  | 14         | 8          | –     | –     | –              | –              | –      | –      | 14     | 8      |
| 2019/20                        | Slovan Liberec    | Fortuna Liga    | 15         | 0          | 2     | 0     | –              | –              | –      | –      | 17     | 0      |
| 2020/21                        | Slovan Liberec    | Fortuna Liga    | 30         | 6          | 3     | 1     | 2              | 0              | 1      | 0      | 36     | 7      |
| 2021/22                        | Slovan Liberec    | Fortuna Liga    | 30         | 4          | 1     | 0     | –              | –              | –      | –      | 31     | 4      |
| 2022/23                        | Slovan Liberec    | Fortuna Liga    | 28         | 4          | 4     | 3     | –              | –              | –      | –      | 32     | 7      |
| 2023/24                        | Widzew Łódź       | Ekstraklasa     | 32         | 5          | 3     | 2     | –              | –              | –      | –      | 35     | 7      |
| 2024/25                        | Widzew Łódź       | Ekstraklasa     | 18         | 9          | 2     | 0     | –              | –              | –      | –      | 20     | 9      |
| 2024/25                        | 1. FC Köln        | 2. Bundesliga   | 9          | 1          | 1     | 0     | –              | –              | –      | –      | 10     | 1      |
| Carrière totaal                | Carrière totaal   | Carrière totaal | 195        | 42         | 23    | 9     | 2              | 0              | 1**    | 0      | 221    | 51     |
| Bijgewerkt tot 2 augustus 2025 |                   |                 |            |            |       |       |                |                |        |        |        |        |

* In het seizoen 2016/17 speelde Rondić als A-junior mee in het eerste elftal van Mladost;
** Tijdens het seizoen 2020/21 kwam hij als speler van het eerste elftal eenmaal in actie voor het tweede elftal van Slovan Liberec, dat uitkwam in de ČFL.

## Interlandloopbaan
Rondić speelde meerdere interlands voor  Bosnië en Herzegovina –19 Hij maakte zijn debuut op 12 september 2017 in een vriendschappelijke wedstrijd tegen Bulgarije –19, waarin hij in de 60e minuut als invaller het veld betrad. Tijdens zijn tweede optreden, een thuiswedstrijd tegen Macedonië –19,, scoorde hij zijn enige doelpunt voor de nationale jeugdploeg door in de 90e minuut het derde doelpunt te maken in de met 3–0 gewonnen wedstrijd.
| Jeugdinterlands van Imad Rondić voor Bosnië en Herzegovina () | Jeugdinterlands van Imad Rondić voor Bosnië en Herzegovina () | Jeugdinterlands van Imad Rondić voor Bosnië en Herzegovina () | Jeugdinterlands van Imad Rondić voor Bosnië en Herzegovina () | Jeugdinterlands van Imad Rondić voor Bosnië en Herzegovina () | Jeugdinterlands van Imad Rondić voor Bosnië en Herzegovina () |
| №                                                             | Datum                                                         | Wedstrijd                                                     | Uitslag                                                       | Soort Wedstrijd                                               | Doelpunten                                                    |
| Als speler bij Bosnië en Herzegovina –19                      | Als speler bij Bosnië en Herzegovina –19                      | Als speler bij Bosnië en Herzegovina –19                      | Als speler bij Bosnië en Herzegovina –19                      | Als speler bij Bosnië en Herzegovina –19                      | Als speler bij Bosnië en Herzegovina –19                      |
| ------------------------------------------------------------- | ------------------------------------------------------------- | ------------------------------------------------------------- | ------------------------------------------------------------- | ------------------------------------------------------------- | ------------------------------------------------------------- |
| 1.                                                            | 12 september 2017                                             | Bulgarije – Bosnië en Herzegovina                             | 4 – 4                                                         | Vriendschappelijk                                             |                                                               |
| 2.                                                            | 17 oktober 2017                                               | Bosnië en Herzegovina – Macedonië                             | 3 – 0                                                         | Vriendschappelijk                                             | Goal                                                          |
| 3.                                                            | 19 oktober 2017                                               | Bosnië en Herzegovina – Macedonië                             | 1 – 0                                                         | Vriendschappelijk                                             |                                                               |
| 4.                                                            | 11 november 2017                                              | Bosnië en Herzegovina – Frankrijk                             | 1 – 2                                                         | EK-kwalificatie 2018                                          |                                                               |
| 5.                                                            | 21 maart 2018                                                 | Denemarken – Bosnië en Herzegovina                            | 3 – 2                                                         | EK-kwalificatie 2018                                          |                                                               |
| 6.                                                            | 24 maart 2018                                                 | Oostenrijk – Bosnië en Herzegovina                            | 3 – 0                                                         | EK-kwalificatie 2018                                          |                                                               |
| Bijgewerkt tot 23 april 2025                                  |                                                               |                                                               |                                                               |                                                               |                                                               |

## Erelijst
| Kampioen 2. Bundesliga | 1x | 2024/25 |